# Barrafranca
Barrafranca är en ort och kommun i kommunala konsortiet Enna, innan 2015 provinsen Enna, i regionen Sicilien i sydvästra Italien. Kommunen hade −12 960 invånare (2017).